# Emplocia hesperidaria
Emplocia hesperidaria là một loài bướm đêm trong họ Geometridae.